# Chemin de Fer de Gafsa
Chemin de Fer de Gafsa è il nome di una rete ferroviaria a scartamento metrico della regione centro meridionale della Tunisia. Nata a scopo minerario effettua anche trasporto viaggiatori.

## Storia

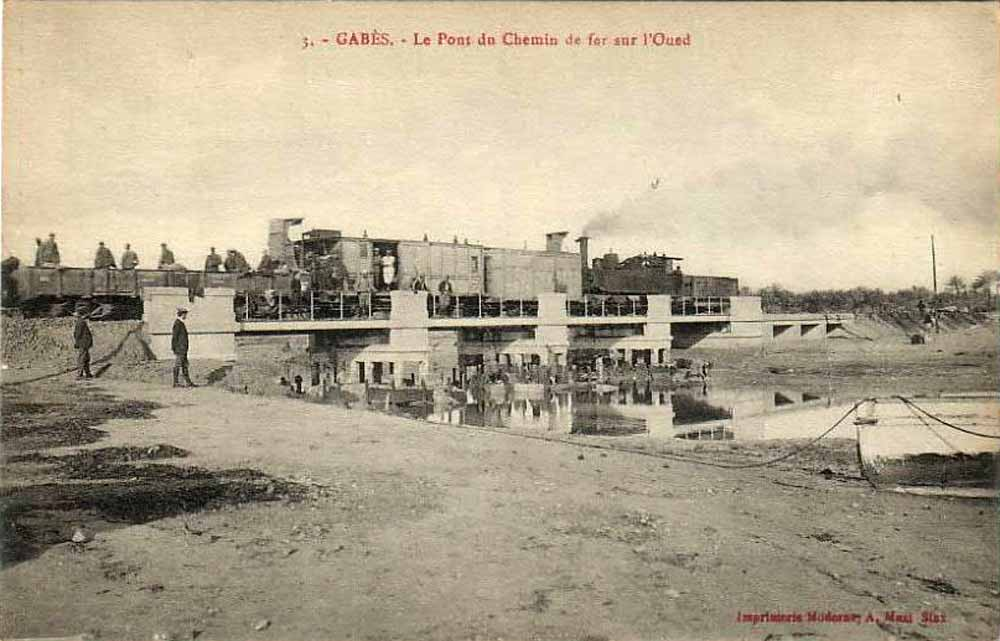
Gabes; collaudo del ponte sull'Oued

La rete ferroviaria nacque in seguito alla concessione mineraria rilasciata alla Compagnie des phosphates et des chemins de fer de Gafsa (CFG) nel 1896-1897 in seguito alla quale, nell'accordo, venne pianificata anche la costruzione di una rete ferroviaria a supporto che avrebbe assolto anche il ruolo di collegamento per viaggiatori. Lo scopo primario permaneva comunque la necessità di trasportare il fosfato estratto nel bacino di Gafsa al porto di Sfax.
La linea principale della rete ferroviaria, a scartamento metrico, della lunghezza di 242,2 km, che collegava Sfax-Graïba-Meknessi -Gafsa e Métlaoui venne inaugurata il 20 novembre 1899 utilizzando per la trazione dei treni locomotive a vapore.
Alla linea si aggiunse una diramazione per Zebbeus che si estende attraverso le gole di Selja oltre Redeyef. Nel 1913 fu realizzata una nuova estensione per Tozeur, finanziata dal governo. Durante la prima guerra mondiale fu costruito (ancora a spese dello Stato) il tratto per Gabès aperto nel 1921.
Nel 1917 circolavano 16 treni al giorno sulla linea principale di cui due erano misti.
Dopo la seconda guerra mondiale la trazione dei treni venne gradatamente affidata a locomotive Diesel. Nel 1955 la ferrovia aveva un organico di 1764 dipendenti. 
Dopo la scadenza della concessione e il passaggio della rete ferroviaria alla SNCFT costruito, nel 1970 un prolungamento di 13 km fino a Sehib. Il collegamento diretto da Gafsa a Gabès fu aperto nel 1983 dalla SNCFT.
La rete CFG, che era dello stesso scartamento (metrico) delle linee sud della Compagnie des chemins de fer Bône-Guelma (CBG) si collegava ad esse nella stazione di Sfax per raggiungere Tunisi. Ad Henchir-Souatir si connetteva alla linea aperta nel 1909 per Kasserine e Susa da cui si poteva raggiungere Tunisi.

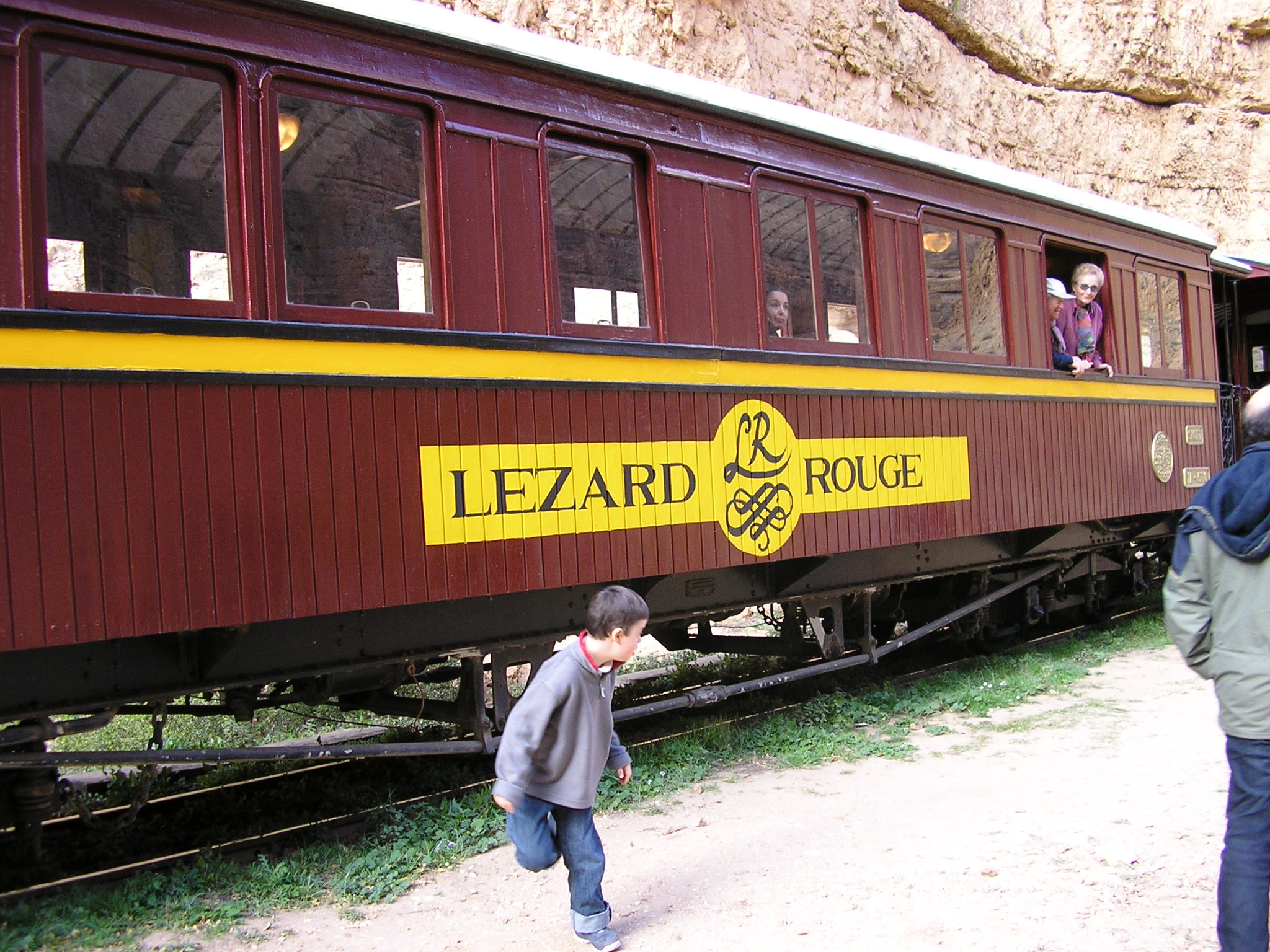
Una delle sei carrozze del Lézard Rouge, nel 2004

Dal 1984 è stato restaurato un treno a scopo turistico denominato Lézard Rouge che percorre la tratta di linea tra Métlaoui e Redeyef attraversando le gole di Seldja.

## Date di apertura

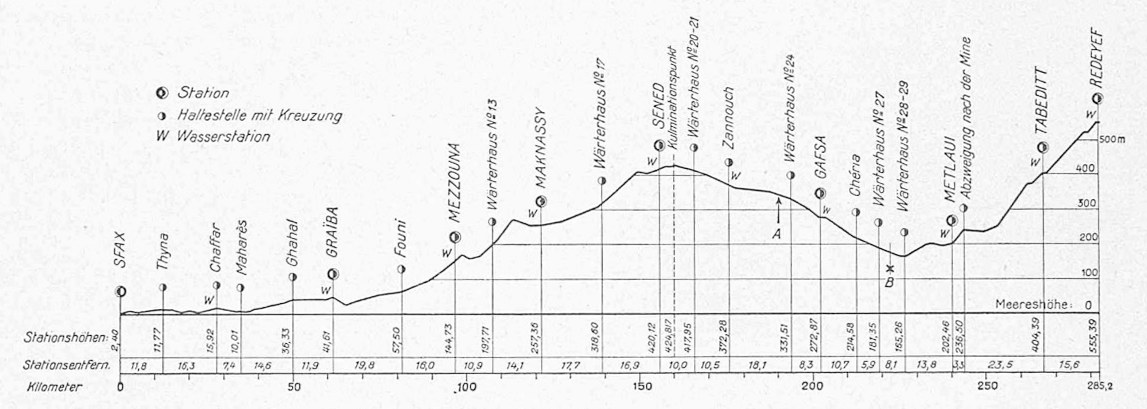
Grafico altimetrico della ferrovia

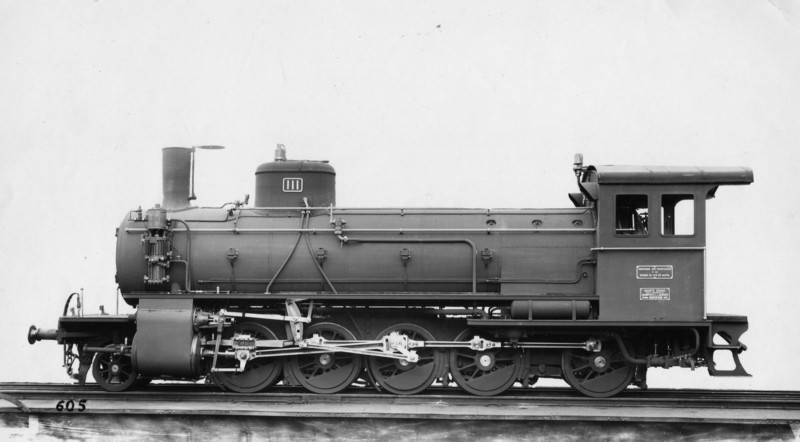
locomotiva SLM CFG 111

| Percorso                            | Lunghezza, km | Apertura         |
| ----------------------------------- | ------------- | ---------------- |
| Sfax–Graïba–Meknessi–Gafsa–Métlaoui | 242,2         | 20 novembre 1899 |
| Meknessi–Zebbeus                    | 10,8          | 1899             |
| Métlaoui–Tabeddit–Redeyef           | 44,1          | 1907             |
| Métlaoui–Tozeur                     | 54,2          | 1 marzo 1913     |
| Moularès–Henchir-Souatir            | 11,9          | 1907             |
| Tabeditt–Moularès                   | 8,8           | 1909             |
| Graïba–Gabès                        | 83,1          | 2 luglio 1916    |
| El Aguila–Mdhila                    | 13,7          | 1921             |
| Mdhilla-Gare–Mdhilla-Mines          | 7,5           | 1921             |

| Continuation backward |

| Station on track |

| Stop on track |

|  | Unknown route-map component "ABZgl" | Unknown route-map component "KBHFeq" |

| Unknown route-map component "KHSTaq" | Unknown route-map component "ABZg+r" |  |

| Stop on track |

| Station on track |

| Stop on track |

|  | Straight track | Head stop |

|  | Unknown route-map component "ABZgl" | Unknown route-map component "ABZg+r" |

|  | Straight track | End stop |

| Stop on track |

|  | Unknown route-map component "ABZgl" | Unknown route-map component "KBHFeq" |

| Unknown route-map component "CSTRae" |

| Stop on track |

| Unknown route-map component "STR+l" | Unknown route-map component "ABZgr" |  |

| Straight track | End stop |  |

| Stop on track |

| Stop on track |

| Continuation forward |